# Ninive
Ninive (akkadsky: Ninua; aramejsky: ܢܸܢܘܵܐ; hebrejsky נינוה‎, Nīnewē; řecky Νινευη; latinsky Nineve; arabsky نينوى‎, Naīnuwa) bylo hlavní město Asýrie. O pověst tohoto města se zasloužili antičtí autoři, kteří jej umísťovali mezi řeky Tigris a Velký Záb. 
Kniha Jonášova ho popisuje jako velké město, kterým se muselo procházet tři dny. Přesnou polohu města se pokusil určit ve 12. století španělský cestovatel Benjamín z Tudely, který jej umístil na východní břeh řeky Tigris.

## Historie
Nejstarší mapu lokality pořídil Claudius James Rich roku 1820, a to bez jakýchkoliv archeologických sondáží. V 19. století Francouz Paul-Émile Botta (konzul u tureckého sultána v Mosulu) objevil ve vesnici Chorsábád ruiny paláce, který si nechal vystavět Sargon II. v 8. století př. n. l. a byl přesvědčen, že nalezl legendární Ninive. Ve skutečnosti šlo jen o velký palác, který ležel několik kilometrů od samotného města.
Teprve o několik let později anglický asyriolog Austen Henry Layard získal potřebné prostředky k zahájení prací v oblasti, kterou předtím zkoumal Botta. Měl štěstí – nejprve odhalil rozvaliny v lokalitě Nimrud a později na jihovýchod od Nimrudu objevil palác krále Sinacheriba – Sargonova syna. Tento palác později ještě zkrášlil Aššurbanipal, který zde nechal zřídit rozsáhlou knihovnu – tzv. Aššurbanipalovu knihovnu. Právě zde nalezl Layard množství hliněných tabulek pokrytých klínovým písmem. Layard objevil Ninive (ruiny města leží v Mosulu) a legendární město vystoupilo ze zapomnění. Ninive se pyšnilo 100 km dlouhým obvodem městských hradeb, které měly údajně dvojitou strukturu. Přesto Ninive padlo, a to přibližně v roce 612 př. n. l., kdy jej dobyla spojená vojska Skytů a Babylóňanů.